# Airedale terrier
Airedale terrier er den største af terrierne og opstod i Storbritannien i midten af 1800-tallet. Navnet har den efter Aire-dalen i Yorkshire. Tidligere gik den også under navne som bengley terrier, waterside terrier og working terrier.
| Dyr | Spire Denne artikel om dyr er en spire som bør udbygges. Du er velkommen til at hjælpe Wikipedia ved at udvide den. |